# Domingo Sotil Tapia
Domingo Sotil Tapia fue un hacendado minero y político peruano.
Era dueño de varios bienes. En la localidad de Racracancha en la provincia de Pasco criaba ganado ovino. En Racco en el distrito de Simón Bolívar tenía canteras de piedras. Además poseía haciendas en las localidades pasqueñas de Parcoy, Viroy, Waqas, Pascana además de Acobamba (provincia de Ambo) y Quichas (provincia de Oyón). Entre 1911 y 1912, ante el fallecimiento de su esposa Domitila Woolcott, Sotil contrató al poeta César Vallejo como preceptor de sus hijos encajando esa labor en la época en que el vate dejó sus estudios en la Universidad de San Marcos y viajó a Cerro de Pasco.
En 1913 fue elegido diputado por la provincia de Pasco durante el final del primer gobierno de Augusto B. Leguía, los gobiernos de Guillermo Billinghurst y el primero de Oscar R. Benavides así como el inicio del segundo de José Pardo y Barreda. Participó en las elecciones generales de 1931 como candidato de la Unión Revolucionaria opositor al presidente Luis Miguel Sánchez Cerro quien había derrocado al presidente Augusto B. Leguía y fue elegido como diputado constituyente por el departamento de Junín.